# Kanton Perreux
Der Kanton Perreux war bis 2015 ein französischer Wahlkreis im Arrondissement Roanne, im Département Loire und in der  Region Rhône-Alpes.  Hauptort war Perreux. Vertreter im conseil général des Départements war von 1992 bis 2011 Jean-Baptiste Giraud (DVD). Ihm folgte Fabienne Stalars (PS) nach.

## Gemeinden
Der Kanton umfasste die Wahlberechtigten aus neun Gemeinden:
| Gemeinde                 | Einwohner Jahr | Fläche km² | Bevölkerungsdichte | Code INSEE | Postleitzahl |
| ------------------------ | -------------- | ---------- | ------------------ | ---------- | ------------ |
| Combre                   | 435 (2013)     | 4,01       | 108 Einw./km²      | 42068      | 42840        |
| Commelle-Vernay          | 2794 (2013)    | 12,41      | 225 Einw./km²      | 42069      | 42120        |
| Le Coteau                | 6775 (2013)    | 4,89       | 1385 Einw./km²     | 42071      | 42120        |
| Coutouvre                | 1106 (2013)    | 21,87      | 51 Einw./km²       | 42074      | 42460        |
| Montagny                 | 1129 (2013)    | 25,57      | 44 Einw./km²       | 42145      | 42840        |
| Notre-Dame-de-Boisset    | 554 (2013)     | 9,1        | 61 Einw./km²       | 42161      | 42120        |
| Parigny                  | 606 (2013)     | 9,15       | 66 Einw./km²       | 42166      | 42120        |
| Perreux                  | 2214 (2013)    | 41,35      | 54 Einw./km²       | 42170      | 42120        |
| Saint-Vincent-de-Boisset | 891 (2013)     | 4,11       | 217 Einw./km²      | 42294      | 42120        |